# Nederlandse kampioenschappen zwemmen 1938

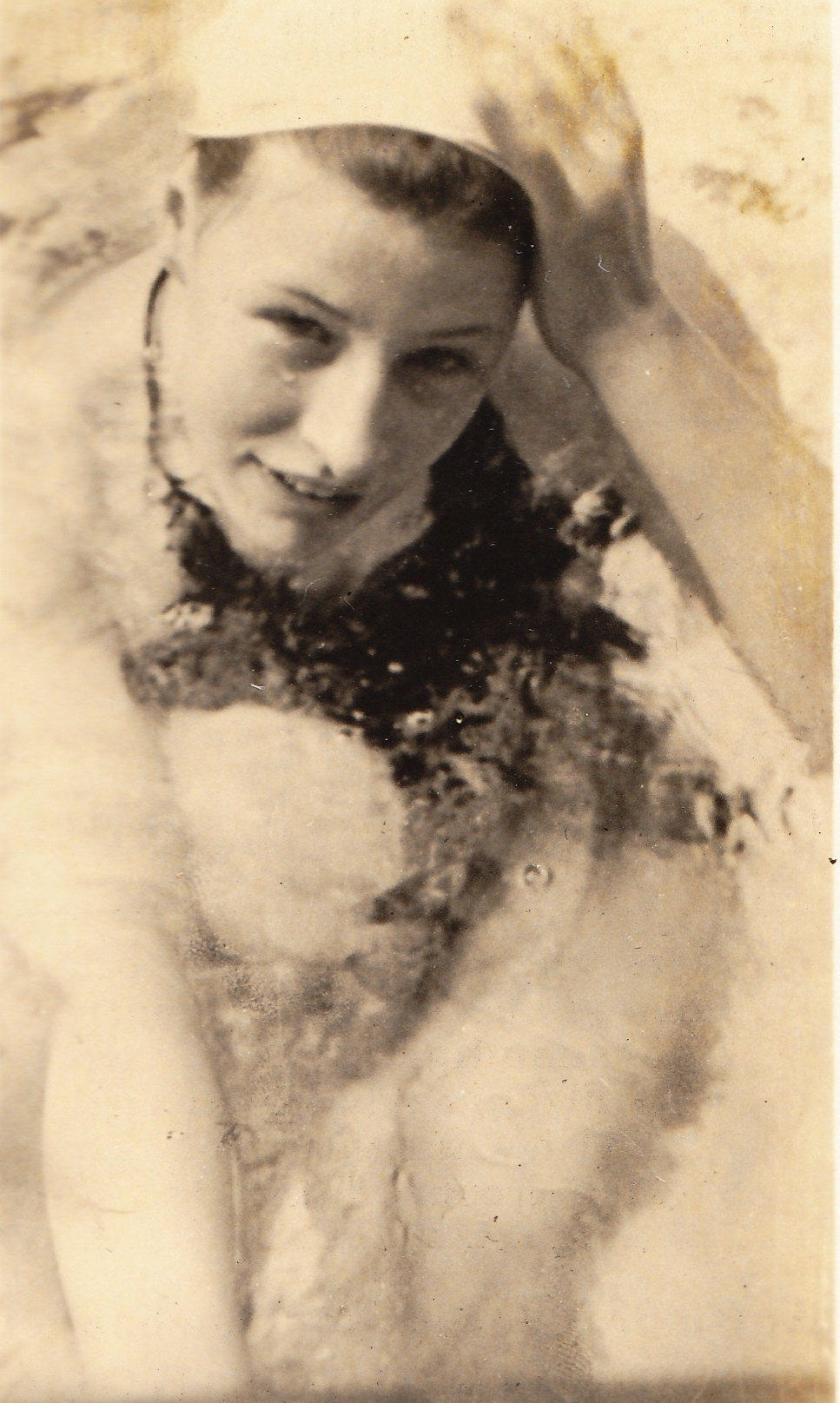
Rie van Veen

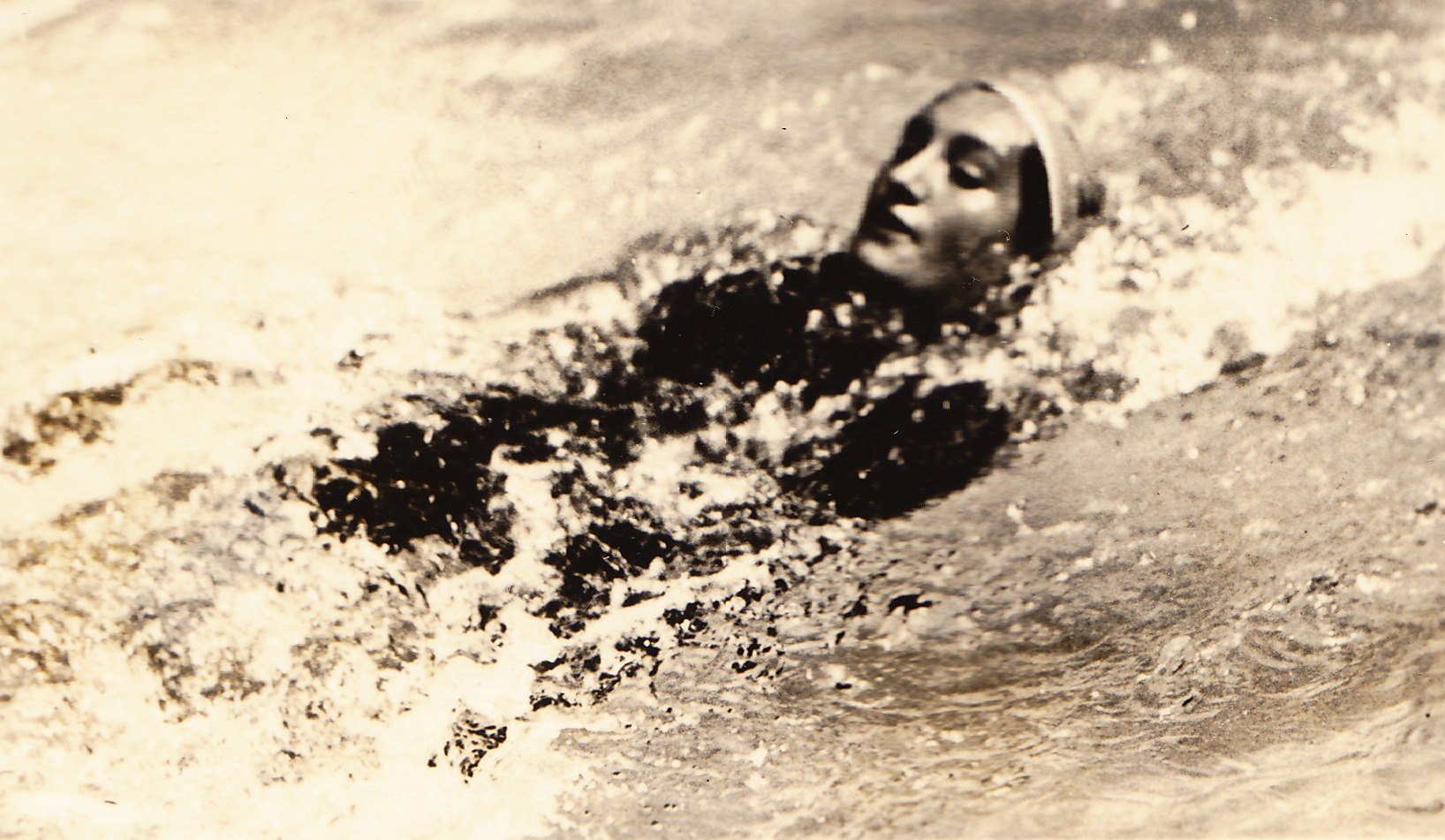
Iet van Feggelen

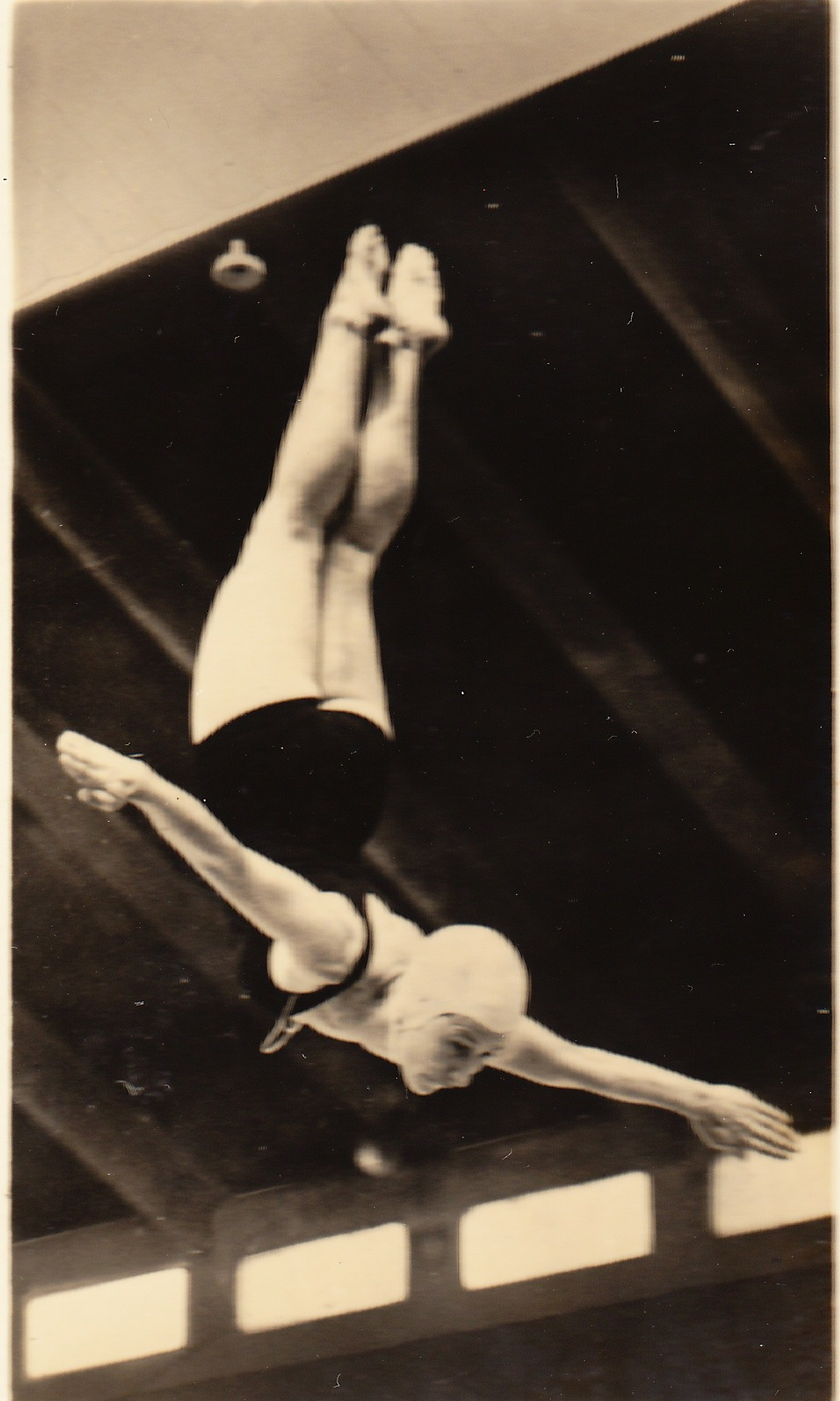
Leonie Tholen

De Nederlandse kampioenschappen zwemmen 1938 werden gehouden op 16 en 17 juli 1938 in Haarlem, Nederland.
Schoolslagzwemster Jopie Waalberg kon om medische redenen niet aan de nationale kampioenschappen meedoen. De Overijsselse Trude Malcorps zorgde op de eerste wedstrijddag voor een sensatie door een tijd van 1 minuut en 8,8 seconden te zwemmen op de 100 meter vrije slag. In de finale miste ze echter een keerpunt en werd ze gediskwalificeerd. Wel mocht ze een maand later meedoen aan de Europese kampioenschappen in Londen, waar deze de selectiewedstrijden voor waren.

## Zwemmen

### Mannen
| Afstand:           | Goud:                                                           | Tijd    | Zilver:                        | Tijd    | Brons:                  | Tijd    |
| 100 m vrije slag   | Kees Hoving RZC                                                 | 1.02,0  | Sam Moolenaar Het Y            | 1.03,4  | Flip Winckel DJK        | 1.03,9  |
| 400 m vrije slag   | Sam Moolenaar Het Y                                             | 5.15,2  | Joop van Merkesteyn De Dolfijn | 5.17,2  | Bert Ramack RZC         | 5.23,8  |
| 1500 m vrije slag  | Sam Moolenaar Het Y                                             | 21.35,2 | Willy Geerling Het Y           | 21.42,0 | H. van Rootselaar Het Y | 22.23,2 |
| 100 m rugslag      | Piet Metman Het Y                                               | 1.12,4  | Stans Scheffer DJK             | 1.13,3  | Dolf van Schouwen DJK   | 1.14,2  |
| 200 m schoolslag   | Herman Smitshuijzen AZ '70                                      | 2.54,4  | Leen Korpershoek RZC           | 3.01,2  | C. Schuurhuizen RZC     | 3.02,4  |
| 4x200 m vrije slag | Het Y Sam Moolenaar Willy Geerling H. van Rootselaar Hans Maier | 10.02,8 | DJK                            | 10.12,0 | RZC                     | 10.13,6 |

### Vrouwen
| Afstand:           | Goud:                                                               | Tijd   | Zilver:                | Tijd   | Brons:                 | Tijd   |
| 100 m vrije slag   | Rie van Veen RDZ                                                    | 1.08,2 | Alie Stijl ADZ         | 1.10,4 | Willy Soetekouw RDZ    | 1.11,8 |
| 400 m vrije slag   | Rie van Veen RDZ                                                    | 5.43,1 | Nanny Ladage Rotterdam | 6.06,8 | Alie Stijl ADZ         | 6.08,4 |
| 100 m rugslag      | Cor Kint Rotterdam                                                  | 1.16,7 | Iet van Feggelen Het Y | 1.17,6 | Nida Senff ADZ         | 1.19,4 |
| 200 m schoolslag   | Doortje Heeselaars ODZ                                              | 3.11,0 | Jeanne Been RDZ        | 3.12,0 | Jeanne Groenendijk RDZ | 3.18,6 |
| 4x100 m vrije slag | RDZ Jeanne Groenendijk Willy Soetekouw Willy den Ouden Rie van Veen | 4.50,4 | ADZ                    | 5.00,0 | Rotterdam              | 5.02,2 |

## Schoonspringen

### Mannen
| Onderdeel: | Goud:               | Score  | Zilver:              | Score  | Brons:            | Score |
| 3 m plank  | Wim Schatens AZ '70 | 131,33 | Henk Lotgering Het Y | 102,01 | Henk de Haas Zian | 99,24 |

### Vrouwen
| Onderdeel: | Goud:             | Score | Zilver:          | Score | Brons:                | Score |
| 3 m plank  | Leonie Tholen HDZ | 95,42 | Gré de Hooge RDZ | 79,10 | Annette Foursoff Zian | 62,79 |

Langebaan (50 meter):

1920 ·
1921 ·
1922 ·
1923 ·
1924 ·
1925 ·
1926 ·
1927 ·
1928 ·
1929 ·
1930 ·
1931 ·
1932 ·
1933 ·
1934 ·
1935 ·
1936 ·
1937 ·
1938 ·
1939 ·
1940 ·
1941 ·
1942 ·
1943 ·
1944 ·
1945 ·
1946 ·
1947 ·
1948 ·
1949 ·
1950 ·
1951 ·
1952 ·
1953 ·
1954 ·
1955 ·
1956 ·
1957 ·
1958 ·
1959 ·
1960 ·
1961 ·
1962 ·
1963 ·
1964 ·
1965 ·
1966 ·
1967 ·
1968 ·
1969 ·
1970 ·
1971 ·
1972 ·
1973 ·
1974 ·
1975 ·
1976 ·
1977 ·
1978 ·
1979 ·
1980 ·
1981 ·
1982 ·
1983 ·
1984 ·
1985 ·
1986 ·
1987 ·
1988 ·
1989 ·
1990 ·
1991 ·
1992 ·
1993 ·
1994 ·
1995 ·
1996 ·
1997 ·
1998 ·
Amersfoort 1999 ·
Drachten 2000 ·
Eindhoven 2001 ·
Amersfoort 2002 ·
Amsterdam 2003 ·
Amsterdam 2004 ·
Amsterdam 2005 ·
Eindhoven 2006 ·
Amsterdam 2007 ·
Eindhoven 2008 ·
Eindhoven 2009 ·
Eindhoven 2010 ·
Eindhoven juni 2011 ·
Eindhoven december 2011 ·
Amsterdam 2012 ·
Eindhoven 2013 ·
Eindhoven 2014 ·
Eindhoven 2015 ·
Eindhoven 2016 ·
Eindhoven 2017 ·
Amersfoort 2018 ·
Amersfoort 2019 ·
2020 ·
2021 ·
Amersfoort 2022 ·
Amersfoort 2023 ·
Amersfoort 2024

Kortebaan (25 meter):

1980 ·
1981 ·
1982 ·
1983 ·
1984 ·
1985 ·
1986 ·
1987 ·
1988 ·
1989 ·
1990 ·
1991 ·
1992 ·
1993 ·
1994 ·
1995 ·
1996 ·
1997 ·
's-Hertogenbosch 1998 ·
Nieuwegein 1999 ·
Nieuwegein 2000 ·
Alphen aan den Rijn 2001 ·
Eindhoven 2002 ·
Drachten 2004 ·
Amsterdam 2005 ·
Drachten 2006 ·
Amsterdam 2007 ·
Amsterdam 2008 ·
Amsterdam 2009 ·
Amsterdam 2010 ·
Amsterdam 2012 ·
Dordrecht 2013 ·
Tilburg 2014 ·
Tilburg 2015 ·
Hoofddorp 2016 ·
Hoofddorp 2017 ·
Tilburg 2018 ·
Tilburg 2019 ·
2020 ·
Den Haag 2021 ·
Den Haag 2022 ·
Den Haag 2023